# Браниці (Опольське воєводство)
Браниці (пол. Branice, нім. Branitz) — село в Польщі, у гміні Браниці Ґлубчицького повіту Опольського воєводства.
Населення — 2236 осіб (2011).

## Демографія
Демографічна структура станом на 31 березня 2011 року:
|          | Загалом | Допрацездатний вік | Працездатний вік | Постпрацездатний вік |
| -------- | ------- | ------------------ | ---------------- | -------------------- |
| Чоловіки | 1089    | 158                | 799              | 132                  |
| Жінки    | 1147    | 156                | 661              | 330                  |
| Разом    | 2236    | 314                | 1460             | 462                  |